# Club de Pilota de Meliana
El Club de Pilota de Meliana és una entitat esportiva de la ciutat de Meliana, dedicada a la pràctica, el foment i la formació de les diverses modalitats de l'esport de la pilota valenciana. A diferència d'altres clubs, el de Meliana toca gairebé totes les vessants, com el frontó, l'escala i corda, el raspall o la galotxa.
Els pilotaris del club han obtingut diversos premis dins el seu palmarés, com la 2a divisió de galotxa del Trofeu el Corte Inglés 2000 o la 3a divisió Trofeu de parelles en frontó del 2002.
Disposa de diverses categories inferiors: alevins, benjamins, cadets, infantils i juvenils, en funció de l'edat dels esportistes. En aquestes divisions ha assolit primers llocs dels Jocs Esportius, del Trofeu el Corte Inglés, l'Interpobles o la Supercopa de Galotxa.
El Club compta amb el Carrer de pilota de Meliana.